# Galgagyörk
Galgagyörk (1900 előtt Tótgyörk, szlovákul: Ďurk) község Pest vármegyében, a Váci járásban.

## Fekvése
A Cserhát déli részén fekszik, a Galga patak mellett, Budapesttől mintegy 50 kilométerre északkeletre. Belterületének túlnyomó része a Galga bal parti oldalán helyezkedik el.
A közvetlenül határos települések: észak felől Püspökhatvan, dél felől Galgamácsa, délnyugat felől Váckisújfalu, nyugat felől pedig Püspökszilágy. [Kelet felől Galgamácsa kiterjedt északi külterületei határolják.]

### Megközelítése
Főutcája az Aszódot Balassagyarmattal összekötő 2108-as út, ezen érhető el, Galgamácsa vagy Püspökhatvan érintésével. Országos közútnak számít még a faluban a 21 119-es számú mellékút (települési nevén Rákóczi Ferenc utca), mely a belterület keleti felét köti össze a 2108-as úttal.
Budapest felől két megközelítési alternatívája javasolható: vagy az M3-as autópálya felől, a Bag–Tura–Aszód-csomópontban letérve [esetleg a 3-as főúton indulva], Aszódon át, s onnan a 2108-ason, vagy Fót-Veresegyház érintésével, a 2102-es, majd Galgamácsától ugyancsak a 2108-as úton.
A hazai vasútvonalak közül az Aszód–Balassagyarmat–Ipolytarnóc-vasútvonal érinti, melynek egy megállási pontja van itt; Galgagyörk megállóhely a belterület délnyugati széle közelében helyezkedik el, a Galga jobb parti oldalán; közúti elérését a 21 321-es számú mellékút (Vasút utca) biztosítja.

## Története
A községet 1484-ben említette először oklevél, Gerge néven. A falu eredetileg a Széchy család ősi birtoka volt, majd 1540 körül királyi adományként Werbőczy István tulajdonába került. A török megszállás alatt lakói elmenekültek és csak a 17. században tértek vissza. Az 1683-as esztendőben lakott helységek között írták össze. Az összeírások során az 1715-ös év nevezetes dátum, ugyanis a nyilvántartásban 18 szlovák vezetéknév is megjelent a magyar mellett. A szlovák ajkú lakosság betelepülése a Rákóczi-szabadságharc után, 1711–1723 között volt a legjelentősebb. Ennek köszönhető talán az is, hogy az 1720-as összeírásban Tót-Györkként a nemes községek között szerepelt a falu. Az 1754-es adatok szerint a település birtokosai Egry István, Horváth János, Jeszenszky Gábor, Darvas Gábor és Raicsán Sámuel. A falu lakossága 1760-ban 72 családra növekedett. A helyi lakosság nagy része szlovák ajkú volt.
Galgagyörk néven 1900-tól ismert. A 19–20. században a vármegyére jellemző kis- és középnemesi családok birtokolták, mint a tahvári és tarkeői Tahy, Gosztonyi, báró Doblhoff, Kálnoki-Bedő család, akiknek kúriái a mai napig meghatározzák a település arculatát.
A Tahy-kastély melletti romos kúria, nem lakott a faluban nemesi család már 1945 óta. Az épületből amely a negyvenes években Doblhoff báró tulajdona volt
Napjainkban elsődleges fontosságú a helyi szlovák nyelv és népi kultúra megőrzése. Az idősebb generáció tagjai még ma is a hagyományos viseletet hordják, a magánéletben tótul beszélnek. A fiatalok számára a helyi iskola biztosít hagyományőrző foglalkozásokat és szlovák nyelvórákat.

## Közélete

### Polgármesterei
- 1990–1994: Matejcsok János (független)[3]
- 1994–1998: Matejcsok János (független)[4]
- 1998–2002: Matejcsok János (független)[5]
- 2002–2006: Matejcsok János (független)[6]
- 2006–2010: Szabadi Mónika (független)[7]
- 2007–2010: Szabadi Mónika (független szlovák kisebbségi)[8]
- 2010–2014: Matejcsok Zsolt (független)[9]
- 2014–2019: Matejcsok Zsolt (független)[10]
- 2019–2024: Lami Mónika (független)[11]
- 2024– : Lami Mónika (független)[1]

A településen 2007. július 8-án időközi polgármester-választást (és képviselő-testületi választást) tartottak, az előző képviselő-testület önfeloszlatása miatt. A választáson az addigi polgármester is elindult, és meg is nyerte azt.

## Népesség
A település népességének változása:
| Lakosok száma | 1087 | 1063 | 1041 | 1001 | 969  | 937  | 914  |
|               | 2013 | 2014 | 2018 | 2021 | 2022 | 2023 | 2024 |

A 2011-es népszámlálás során a lakosok 84,2%-a magyarnak, 9,3% cigánynak, 5,9% németnek, 11,2% szlováknak mondta magát (15,6% nem nyilatkozott; a kettős identitások miatt a végösszeg nagyobb lehet 100%-nál). A vallási megoszlás a következő volt: római katolikus 29,8%, református 2,5%, evangélikus 39,2%, felekezeten kívüli 4,3% (21,3% nem nyilatkozott).
2022-ben a lakosság 92,6%-a vallotta magát magyarnak, 13,3% cigánynak, 9% szlováknak, 0,7% németnek, 0,2% ukránnak, 0,1-0,1% bolgárnak, ruszinnak, románnak és lengyelnek, 1,5% egyéb, nem hazai nemzetiségűnek (7,4% nem nyilatkozott; a kettős identitások miatt a végösszeg nagyobb lehet 100%-nál). Vallásuk szerint 30,8% volt evangélikus, 28,4% római katolikus, 4,1% református, 0,3% görög katolikus, 1,7% egyéb keresztény, 0,5% egyéb katolikus, 4,9% felekezeten kívüli (29,4% nem válaszolt).

## Nevezetességei
Evangélikus templom:
A 18. századi eredetű, barokk stílusú evangélikus templom tervezője, építője ismeretlen. Egyik legnagyobb értéke egy 15. századi kehely. Legutóbb 1986-ban újították fel.
Ibrányi-kúria:
A 19. század második felében épült, földszintes, klasszicista stílusú kastély érdekessége az U alakú, négyoszlopos portikusz, a timpanonban fekvő szoboralakok és a címer. Az épület belsejében figyelemre méltó a kályha, a falikút, a mázas padlóburkolat.
Jegyzőház:
A volt jegyzőház a 18. század második felében épült barokk stílusban. Földszintes, kontyolt, magastetős épület.A jegyzőház enyhe kiülésű rizalittal tagolt utcai homlokzatát tükrök díszítik. A rizaliton két, ívesen záródó ablaknyílás van; díszes ráccsal és íves szemöldök-párkánnyal. A belsőben a csehsüveg- és teknőboltozatos szobák megőrizték eredeti beosztásukat. Egy része alatt valószínűleg még 17. századi pincerendszer van. Az épület körül egykor a mainál nagyobb kert volt.
Kálnoky-Bedő-kúria:
A volt Ibrányi-, majd Kálnoky-Bedő-kúria 1828-ban épült klasszicista stílusban, 1921-ben átalakították, majd irodai célokra használták.
Tahy-kúria:
A földszintes, U alakú volt Tahy-kúria részben barokk, részben klasszicista elemeket ötvöz. Az épületben több felúíjtás és átalakítás után a polgármesteri hivatal, illetve művelődési ház kapott helyet.

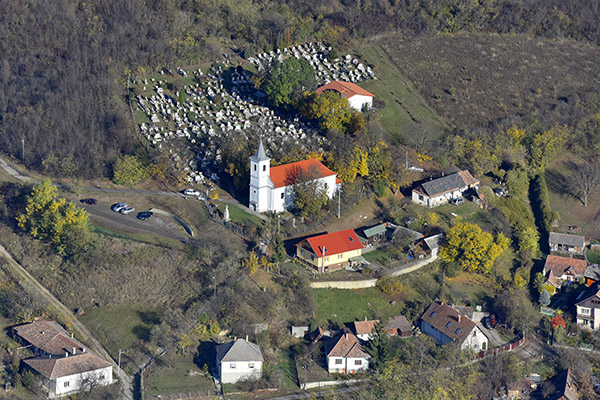
Evangélikus templom – légi fotó
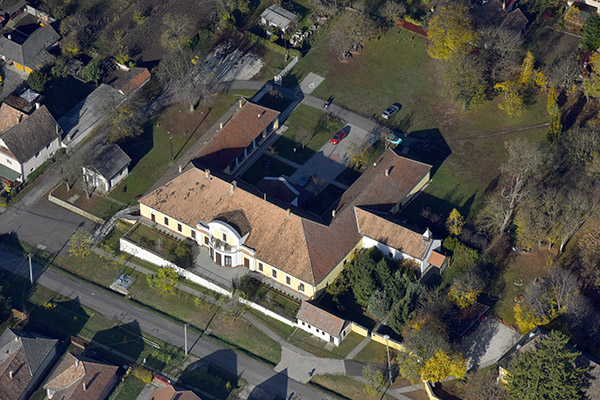
Tahy-kúria – légi felvétel
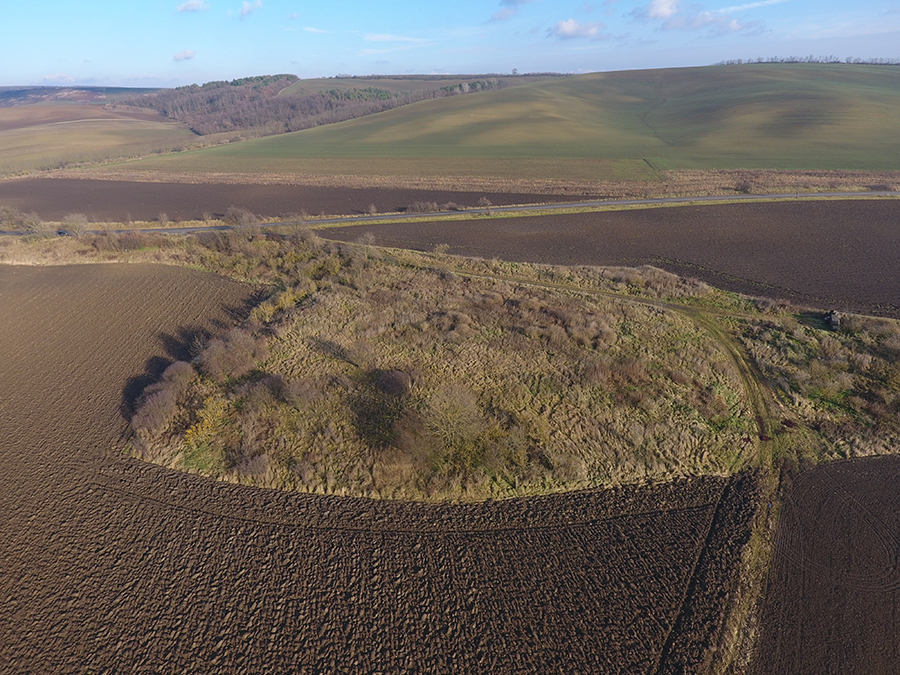
Templomdomb – földvár, légi felvétel

## Tömegközlekedés
- Helyközi autóbuszjárat:316, 338, 394, 460